# Manuel Blanco Romasanta

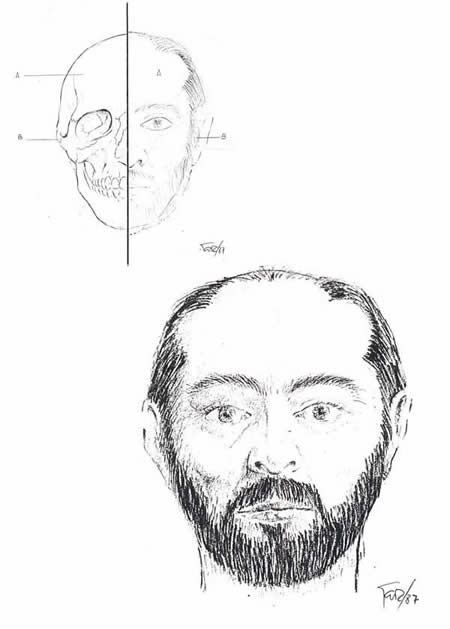
Retrato de Manuel Blanco Romasanta.

Manuel Blanco Romasanta, conhecido também como “ O Sacamanteigas”,  “O Homem do Unto” ou “O Homem Lobo de Alhariz”, é um caso insólito de licantropia clínica acontecido em Galiza durante o reinado de Isabel II, no século XIX.

## Biografia
Manuel Blanco Romasanta nasce numa pequena localidade galega de Ourense, em Regueiro, em 18 de novembro de 1809. Pouco se sabe da sua infância e juventude, mas se há algo que surpreende os especialistas nestes primeiros anos de vida é que seja batizado com o nome de Manuela e crismado com o de Manuel. Não é estranho, pois, que este seja valorado como um possível caso de hermafroditismo ou de síndrome adreno-genital
Alfaiate de profissão, a sua vida muda após a morte de sua mulher, três anos após de casarem. Viúvo e sem descendência, a partir de 1834 decide trocar a vida sedentária pela errante trabalhando como vendedor ambulante não só em terras galegas mas também além delas. Nesta altura é que comete os primeiros homicídios: ao do criado dum prior de Castela, seguem-lhe outros; mas é o de Vicente Fernández, aguazil de Leão, no 1843, o que levanta as suspeitas de delito. Devido à falta de probas que o demonstrarem, só é condenado por  rebeldia; dez anos de presídio que esquiva fugindo da justiça.
O prófugo instala-se em Rebordechao, onde compatibiliza a venda com outras atividades próprias do mundo feminino: cordoeiro, criado, tecelão, segador...  Durante este tempo não só consegue relacionar-se com os oriundos da montanhosa localidade, senão  que mesmo provoca simpatia entre eles; a sua aparência frágil, o seu carácter afável e a sua educação (é um bom cristão e sabe ler e escrever numa época em que o analfabetismo está tão estendido como a miséria e a fome) contribuem a que seja assim. No entanto, a situação torna-se-lhe desfavorável quando os vizinhos apercebem que as pessoas, sempre mulheres com filhos, que o acompanham nas viagens desaparecem de maneira misteriosa; mais ainda: ele comercializa com as suas pertenças. É a partir destes feitos que no imaginário da gente surgem cenas horríveis e começa a divulgar-se a crença de que o unto, isto é, a gordura, que vende, principalmente em Portugal, é de origem humana. Eis as causas que explicam algumas das suas alcunhas.
Por volta de 1852, Manuel é capturado em Nombela (Toledo) e julgado em Alhariz (Ourense). Após confessar a devoração de treze pessoas junto com dois companheiros (Genaro e António, dos que nunca se soube nada), alega, na sua defensa, que a sua conduta responde a um malefício (uma fada) que o transforma em lobo. 
A sua causa, a nº 1778, titulada “Causa contra o homem lobo”, ocupa cinco grossos volumes. O processo judicial prolonga-se mais dum ano, durante os que o acusado é submetido a todo tipo de análises facultativas. Todas elas são concludentes: não existem signos de tolice. É culpável, e assim o emite a sentença do 6 de abril de 1853. Romasanta é condenado a morte por  garrote vil e a pagar uma indemnização, 1000 reais, por cada vítima . Não obstante, este veredito é  revogado e a pena passa a ser de cadeia perpetua, a imediata inferior. O indulto, assinado pela própria rainha, é possível graças as gestões do advogado defensor e à influência dumas cartas dirigidas à Isabel II da autoria dum  afamado hipnólogo francês, o Dr. Joseph-Pierre Durand de Gros, quem afirma ter experiência em casos semelhantes.
Até o 2011 circulam os nomes de varias vilas como ponto de referência do final dos seus dias, mas é neste ano que se achegam probas fidedignas de que, doente dum cancro de estômago, morre em Ceuta o 14 de dezembro de 1863.

## Romasanta na literatura e no cinema
Em literatura resulta muito atractiva a confusão de elementos racionais e fantásticos; se integramos, além disso, altas doses de mediatização, o êxito é seguro. "O do unto" é fonte de inspiração de composições populares curtas, como é o Romance Histórico recolhido por Félix Castro Vicente. e doutras mais elaboradas; é o caso de: O bosque de Ancines (1947), de Carlos Martínez Barbeito; Pel de lobo (2002), de Xosé Miranda; Romasanta. Memorias incertas do home lobo, de Alfredo Conde (2004) ou Brañaganda (2011), de David Monteagudo.
As filmotecas também são testemunhos do bem que funciona este motivo; O bosque do Lobo, dirigida por Pedro Olea em 1871; Romasanta: A caça da besta, de Paco Plaza (2004); ou, mais recentemente, Juízo a Romasanta , dirigida por Luís Morales, são proba disso.
Existem ainda outros trabalhos que desenvolvem o tema desde uma perspetiva mais objetiva; como se pode ver no discurso de ingresso de Vicente Risco na Real Academia Galega, no ano 1929 (Un caso de licantropía). Outros têm um carácter mais científico; . é o caso relatado pelo psiquiatra Pedro J. Téllez Carrasco ou o do médico Eduardo Pérez Hervada. Destaca especialmente neste âmbito uma publicação de Enrique González Duro, quem toma como fonte principal da sua investigação um artigo de Celso Emilio Ferreiro , Un caso de licantropia, publicado no semanario Tribuna médica.